# چیله‌گیر
چیله‌گیر (به ترکی آذربایجانی: Çiləgir) یک منطقهٔ مسکونی در جمهوری آذربایجان است که در شهرستان خاچماز واقع شده‌است. چیله‌گیر ۱٬۳۵۵ نفر جمعیت دارد.